# Amsacta diminuta
Amsacta diminuta là một loài bướm đêm thuộc phân họ Arctiinae, họ Erebidae.